# Джек Рейлі
Джек Вільям Бітті Рейлі (англ. John William Beattie Reilly; нар. 27 серпня 1943, Стонгейвен, Абердиншир, Шотландія) — австралійський футболіст шотландського походження, воротар. У 1970-х роках провів 35 матчів у футболці національної збірної Австралії. Учасник чемпіонату світу 1974 року.

## Життєпис
Рейлі навчався воротарській майстерності в місцевій команді Парквейл у своєму рідному місті Стоунхейвун та «Інверурі Локо Воркз», перш ніж перейшов до резервної команди «Гіберніан». Зіграв 2 поєдинки в Шотландській футбольній лізі, а в 1968 році переїхав до американського клубу «Вашингтон Вайпс». У 1970 році виїхав до Австралії, де підписав контракт з «Мельбурн Ювентус». Завдяки впевненій грі отримав запрошення до національної збірної Австралії для участі в світовому турне. На початку 1972 року перейшов з «Сент-Джордж» до «Мельбурн Хакоах» за рекордні для воротаря 6 000 доларів.
Джей й надалі грав за національну команду, у футболці якої виступав на Чемпіонат світу 1974 року. Зіграв у всих своїх трьох матчах на турнірі, проти Західної Німеччини, Східної Німеччини та Чилі. У 1975 році перейшов до «Фіцрой Алексендер». У команді виступав протягом двох років, після чого перебрався до «Саут Мельбурн». Футбольну кар'єру завершив 1980 року.
По завершенні кар'єри гравця розпочав займатися коневодством. Також був членом комітетів ФФА та ФІФА. 